# Omnivore Recordings
Omnivore Recordings  es una compañía discográfica independiente fundada en el 2010 por Cheryl Pawelski, Greg Allen, Dutch Cramblitt y Brad Rosenberger. La discográfica se encarga de hacer reediciones de varios artistas clásicos y también a través de la historia de la música en el mundo, En la cual la mayoría son álbumes recopilatorios, aunque igual la discográfica cuenta con artistas afiliados a la discográfica.
La discográfica es de diversos estilos musicales, pero principalmente abordan del rock y jazz.
Las distribuidoras de Omnivore Recordings son The Orchard y Sony Music Entertainment tanto de sus artistas como de los recopilatorios.

## Algunos artistas de la discográfica
La mayoría de los artistas de la discográfica no forman parte de Omnivore Recordings ya que únicamente realizó la discográfica algunos materiales de algunos artistas, aunque también se encuentran artistas afiliados a la discográfica.
- 10,000 Maniacs
- Arthur Alexander
- Bob Mould (Hüsker Dü)
- Bobby Darin
- Buck Owens
- Harry Nilsson
- Jaco Pastorius
- Jan and Dean
- Lone Justice
- Peter Frampton
- Raspberries
- Soul Asylum
- The Beach Boys
- The Buckaroos
- The Dream Syndicate
- The Knack
- Wilco